# Nicella magna
Nicella magna is een zachte koraalsoort uit de familie Ellisellidae. De koraalsoort komt uit het geslacht Nicella. Nicella magna werd in 1999 voor het eerst wetenschappelijk beschreven door Grasshoff. 